# Plovoucí věžáky
Plovoucí věžáky (v originále Płynące wieżowce) je polský hraný film z roku 2013, který režíroval Tomasz Wasilewski podle vlastního scénáře. Film zachycuje problematiku postavení gayů v současné polské společnosti. Snímek měl světovou premiéru na filmovém festivalu Tribeca dne 18. dubna 2013.

## Děj
Pětadvacetiletý Kuba bydlí ve Varšavě, věnuje se profesionálnímu plavání, už dva roky má stálou přítelkyni Sylwiu. Dobře vychází se svou matku Ewou, u které s přítelkyní bydlí. Tento dokonalý život se mu začne hroutit ve chvíli, kdy na večírku potká studenta Michała. Od tohoto setkání Kuba začíná přemýšlet o své potlačované homosexualitě. Opakovaně má orální sex s jedním ze členů plaveckého týmu. Stále častěji se vídává s Michałem a zamiluje se do něj. Sylwia začne mít pochybnosti. Michał mezitím oznámí své matce Krystyně, že se zamiloval do Kuby. Sylwia je kvůli svému snoubenci stále více podrážděná. Ewa zakáže Kubovi, aby se vídal s Michałem a řekne mu, že je Sylwia těhotná. Ewa tím přinutí syna, aby ukončit svůj vztah s Michalem a věnovat se sportovní kariéře, kterou opustil. Mezitím je Michał napaden homofobními útočníky.

## Obsazení
| Mateusz Banasiuk    | Kuba     |
| Bartosz Gelner      | Michał   |
| Marta Nieradkiewicz | Sylwia   |
| Katarzyna Herman    | Ewa      |
| Olga Frycz          | Monika   |
| Izabela Kuna        | Krystyna |
| Mirosław Zbrojewicz | Jacek    |
| Katarzyna Maciąg    | Ania     |
| Mariusz Drężek      | Kuby     |
| Michał Podsiadło    | Witek    |